# 微观小世界：来自远方的后援军
《微观小世界：来自远方的后援军》（法語：Minuscule 2: Les Mandibules du bout du monde）是一部2018年法中合拍的动画电影，為2013年电影《微观小世界：失落的蚂蚁谷》的续集。与前作一样，本作采用了真人电影与CG电影相融合的方式进行制作。本片亦在北京取景。